# استوديو باليت
استوديو باليت (باليابانية: 株式会社studioぱれっと، بالروماجي: Kabushiki-gaisha Suteyūdio) هو استوديو رسوم متحركة ياباني، تأسس في فبراير عام 2018 من قبل يوكي سايتو، ويقع مقره في سوغينامي في طوكيو.

## أعمال الاستوديو

### مسلسلات أنمي تلفزيونية
| العنوان                                               | المخرج          | تاريخ بداية العرض | تاريخ نهاية العرض | عدد الحلقات | المراجع |
| ----------------------------------------------------- | --------------- | ----------------- | ----------------- | ----------- | ------- |
| Shōnen Ashibe: GO! GO! Goma-chan 3 ‏                   | كوندو نوبوهيرو  | 3 أبريل 2018      | 26 فبراير 2019    | 32          | [ 2 ]   |
| أعظم مغتال في العالم يتجسد كنبيل في عالم اخر          | ماسافومي تامورا | 6 أكتوبر 2021     | 22 ديسمبر 2021    | 12          | [ 3 ]   |
| KamiKatsu: Working for God in a Godless World ‏        | يوكي إينابا     | 6 أبريل 2023      | 6 يوليو 2023      | 12          | [ 4 ]   |
| حملتنا الصليبية الأخيرة أو صعود عالم جديد             | كي أومابيكي     | أبريل 2024        |                   |             | [ 5 ]   |
| Our Last Crusade or the Rise of a New World Season II | يوكي إينابا     | 2024              |                   |             |         |

## وصلات خارجية
- الموقع الرسمي باللغة اليابانية